# Joan Bernard Auffmorth
Joan Bernard Auffmorth (Dinslaken, 9 november 1744 - Goor, 9 maart 1831) was een Nederlandse politicus, van Duitse afkomst.

## Familie
Auffmorth was een zoon van Johan Herman Wilhelm Auffmorth (ook: Auffm'Orth) en Florentina Sibilla Arntzen. Hij trouwde in 1773 met Rebecca Gesina ten Zijthoff (1752-1799), uit welk huwelijk elf kinderen werden geboren. Hij hertrouwde in 1802 met Gerrieta Dorothea van Rheenen (1766-1852), weduwe van Arnoldus van Beek.

## Loopbaan
Auffmorth vestigde zich in 1763 als procureur in Goor. Hij was er gemeensman (1772-1775) en burgemeester (1775-1782, 1785-1787). Hoewel hij Duitser van geboorte was, behoorde hij tot de patriotten, wat tot gevolg had dat hij vanaf 1787 geen openbare ambten meer vervulde. Na de Bataafse Revolutie (1795) was hij plaatsvervangend drost en ontvanger (1795-1796) van Haaksbergen en Diepenheim. In 1797 promoveerde hij in Romeins en hedendaags recht aan de universiteit van Harderwijk.
Auffmorth speelde een rol in de landelijke politiek als lid van de Eerste Nationale Vergadering (1796-1797), lid en voorzitter van de Tweede Nationale Vergadering (1797-1798), lid van de Constituerende Vergadering (1798) en lid van het Vertegenwoordigend Lichaam (1798-1801). Vervolgens werd hij drost (1802-1807) en baljuw (1807-1811) van Haaksbergen en Diepenheim. Vanaf 1811 was hij lid van de raad van het arrondissement Almelo en van 1814 tot aan zijn overlijden vrederechter in Goor.